# Tennis under sommer-OL 1924
Tennis under sommer-OL 1924. Turneringen var udført i Paris. Det blev konkurreret i fem olympiske titler: to for damer; single og double, to for mænd; single og double og i mixeddouble.

## Medaljer
| Tennis OL 1924 Paris | Tennis OL 1924 Paris | Tennis OL 1924 Paris | Tennis OL 1924 Paris | Tennis OL 1924 Paris | Tennis OL 1924 Paris |
| -------------------- | -------------------- | -------------------- | -------------------- | -------------------- | -------------------- |
| Nr.                  | Land                 | Guld                 | Sølv                 | Bronze               | Totalt               |
| 1.                   | USA                  | 5                    | 1                    | 0                    | 6                    |
| 2.                   | Frankrig             | 0                    | 3                    | 1                    | 4                    |
| 3.                   | Storbritannien       | 0                    | 1                    | 2                    | 3                    |
| 4.                   | Italien              | 0                    | 0                    | 1                    | 1                    |
| 4.                   | Nederland            | 0                    | 0                    | 1                    | 1                    |
| Totalt               | Totalt               | 5                    | 5                    | 5                    | 15                   |

## Herrer

### Single
| Plads | Land     | Udøver              |
| ----- | -------- | ------------------- |
| 1.    | USA      | Vincent Richards    |
| 2.    | Frankrig | Henri Cochet        |
| 3.    | Italien  | Umberto De Morpurgo |

### Double
| Plads | Land     | Udøver                            |
| ----- | -------- | --------------------------------- |
| 1.    | USA      | Francis Hunter & Vincent Richards |
| 2.    | Frankrig | Jacques Brugnon & Henri Cochet    |
| 3.    | Frankrig | Jean Borotra & René Lacoste       |

## Damer

### Single
| Plass | Land           | Utøver          |
| ----- | -------------- | --------------- |
| 1.    | USA            | Helen Wills     |
| 2.    | Frankrig       | Julie Vlasto    |
| 3.    | Storbritannien | Kathleen McKane |

### Double
| Plads | Land           | Udøver                                  |
| ----- | -------------- | --------------------------------------- |
| 1.    | USA            | Hazel Hotchkiss Wightman & Helen Wills  |
| 2.    | Storbritannien | Phyllis Covell & Kathleen McKane        |
| 3.    | Storbritannien | Evelyn Colyer & Dorothy Shepherd-Barron |

## Mixed

### Mixeddouble
| Plats | Land      | Utøvere                                            |
| ----- | --------- | -------------------------------------------------- |
| 1.    | USA       | Hazel Hotchkiss Wightman & Richard Norris Williams |
| 2.    | USA       | Marion Jessup & Vincent Richards                   |
| 3.    | Nederland | Kornelia Bouman & Hendrik Timmer                   |